# Rick Story
Rick Thomas Story (Tacoma, 28 de agosto de 1984) é um lutador de artes marciais mistas norte-americano que compete no Ultimate Fighting Championship no peso meio-médio. Suas vitórias mais notáveis são sobre Thiago Alves, Johny Hendricks e Jake Ellenberger.

## Carreira no MMA
Story fez sua estréia no MMA contra Mario Miranda no Conquest of the Cage perdeu por decisão unânime. Seu cartel é de 14 vitórias e 5 derrotas.

### Ultimate Fighting Championship
Story estreou no UFC 99 com derrota para John Hathaway por Decisão Unânime.
Story lutou novamente no UFC 103 contra Brian Foster. Story venceu por Finalização com um triângulo de braço aos 1:09 do segundo round. Ainda venceu o prêmio de Finalização e Luta da Noite.
Story voltou ao octógono contra Jesse Lennox no UFC Fight Night: Maynard vs. Diaz em Janeiro de 2010. Após uma batalha de três rounds Story venceu por Decisão Dividida.
Em Janeiro de 2010 Story renovou o contrato com o UFC por mais quatro lutas. Sua primeira luta com o novo contrato foi contra Nick Osipczak no UFC 112 em Abril de 2010 e venceu por Decisão Dividida.
Story enfrentou Dustin Hazelett em Agosto de 2010 no UFC 117. Story venceu a luta por Nocaute Técnico ao 1:15 do segundo round.
Story enfrentou Johny Hendricks em Dezembro de 2010 no The Ultimate Fighter 12 Finale e venceu por Decisão Unânime.
Story enfrentou após o ex-desafiante ao cinturão Thiago Alves, a luta ocorreu em Maio de 2011 no UFC 130, Story venceu por Decisão Unânime.
Story era esperado para enfrentar Nate Marquardt no UFC Live: Kongo vs. Barry substituindo Anthony Johnson. Mas Marquardt teve que abandonar a luta no dia da pesagem, e Story enfrentou Charlie Brenneman. Story perdeu por Decisão Unânime.
Story enfrentou Martin Kampmann no UFC 139 em Novembro de 2011, Story perdeu por Decisão Unânime.
Story era esperado para enfrentar Rich Attonio no UFC on FX: Maynard vs. Guida. Attonio foi forçado a se retirar e foi substituído por Papy Abedi. Mas o mesmo se machucou e Story enfrentou Brock Jardine. Story venceu por Decisão Unânime.
Story enfrentou Demian Maia em 13 de Outubro de 2012 no UFC 153 em Outubro de 2012, Story perdeu por Finalização no primeiro round. 
Story enfrentaria Sean Pierson em 16 de Março de 2013 no UFC 158 em Março de 2013. Porém Pierson se lesionou e foi substituído por Quinn Mulhern. Story venceu por Nocaute Técnico no primeiro round.
Story enfrentou Mike Pyle em 25 de Maio de 2013 no UFC 160 em Maio de 2013, substituindo o lesionado Gunnar Nelson. Ele perdeu por Decisão Dividida.
Story enfrentou Brian Ebersole em 16 de Novembro de 2013 no UFC 167 em Novembro de 2013 e venceu por decisão unânime.
Story enfrentou o vencedor do TUF 18 Kelvin Gastelum em 15 de Março de 2014 no UFC 171. Story perdeu por decisão dividida em uma luta muito equilibrada.
Story enfrentou Leonardo Mafra no UFC Fight Night: Cerrone vs. Miller e venceu por finalização (katagatame) no segundo round.
Story fez o evento principal do UFC Fight Night: Nelson vs. Story em 4 de Outubro de 2014 contra Gunnar Nelson na Suécia. Após um primeiro round equilibrado, Story conseguiu dominar sem muitas dificuldades os rounds seguintes e venceu a luta por decisão dividida. Essa foi a primeira derrota na carreira de Nelson.
Story enfrentou o belga Tarec Saffiedine em 25 de Maio de 2016 no UFC Fight Night: Almeida vs. Garbrandt. Story venceu o combate por decisão unânime.
Story foi escalado para enfrentar o compatriota Donald Cerrone em 20 de Agosto de 2016 no UFC 202: Diaz vs. McGregor II.

## Cartel no MMA
| Cartel no MMA   |             |             |
| 31 lutas        | 21 vitórias | 10 derrotas |
| Por nocaute     | 4           | 2           |
| Por finalização | 5           | 1           |
| Por decisão     | 12          | 7           |

| Res.    | Cartel | Oponente           | Método                                    | Evento                                 | Data       | Round | Tempo | Local                      | Notas                                            |
| ------- | ------ | ------------------ | ----------------------------------------- | -------------------------------------- | ---------- | ----- | ----- | -------------------------- | ------------------------------------------------ |
| Derrota | 21–10  | Handesson Ferreira | Nocaute Técnico (submissão verbal)        | PFL 10                                 | 20/10/2018 | 2     | 1:15  | Washington, D.C.           | Quartas de Final do peso-meio-médio do PFL 2018. |
| Vitória | 21–9   | Carlton Minus      | Finalização (mata-leão)                   | PFL 6                                  | 16/08/2018 | 2     | 2:55  | Atlantic City, Nova Jersey |                                                  |
| Vitória | 20–9   | Yuri Villefort     | Decisão (unânime)                         | PFL 3                                  | 05/07/2018 | 3     | 5:00  | Washington, D.C.           |                                                  |
| Derrota | 19-9   | Donald Cerrone     | Nocaute Técnico (chute na cabeça e socos) | UFC 202: Diaz vs. McGregor II          | 20/08/2016 | 2     | 2:02  | Las Vegas, Nevada          |                                                  |
| Vitória | 19-8   | Tarec Saffiedine   | Decisão (unânime)                         | UFC Fight Night: Almeida vs. Garbrandt | 29/05/2016 | 3     | 5:00  | Las Vegas, Nevada          |                                                  |
| Vitória | 18-8   | Gunnar Nelson      | Decisão (dividida)                        | UFC Fight Night: Nelson vs. Story      | 04/10/2014 | 5     | 5:00  | Estocolmo                  |                                                  |
| Vitória | 17-8   | Leonardo Mafra     | Finalização (katagatame)                  | UFC Fight Night: Cerrone vs. Miller    | 16/07/2014 | 2     | 2:12  | Atlantic City, New Jersey  |                                                  |
| Derrota | 16-8   | Kelvin Gastelum    | Decisão (dividida)                        | UFC 171: Hendricks vs. Lawler          | 15/03/2014 | 3     | 5:00  | Dallas, Texas              |                                                  |
| Vitória | 16-7   | Brian Ebersole     | Decisão (unânime)                         | UFC 167: St. Pierre vs. Hendricks      | 16/11/2013 | 3     | 5:00  | Las Vegas, Nevada          |                                                  |
| Derrota | 15-7   | Mike Pyle          | Decisão (dividida)                        | UFC 160: Velasquez vs. Silva II        | 25/05/2013 | 3     | 5:00  | Las Vegas, Nevada          |                                                  |
| Vitória | 15-6   | Quinn Mulhern      | Nocaute Técnico (socos)                   | UFC 158: St. Pierre vs. Diaz           | 16/03/2013 | 1     | 3:05  | Montreal, Quebec           |                                                  |
| Derrota | 14-6   | Demian Maia        | Finalização (mata leão)                   | UFC 153: Silva vs. Bonnar              | 13/10/2012 | 1     | 2:30  | Rio de Janeiro             |                                                  |
| Vitória | 14–5   | Brock Jardine      | Decisão (unânime)                         | UFC on FX: Maynard vs. Guida           | 22/06/2012 | 3     | 5:00  | Atlantic City, New Jersey  |                                                  |
| Derrota | 13–5   | Martin Kampmann    | Decisão (unânime)                         | UFC 139: Shogun vs. Henderson          | 19/11/2011 | 3     | 5:00  | San Jose, California       |                                                  |
| Derrota | 13–4   | Charlie Brenneman  | Decisão (unânime)                         | UFC Live: Kongo vs. Barry              | 26/06/2011 | 3     | 5:00  | Pittsburgh, Pennsylvania   |                                                  |
| Vitória | 13–3   | Thiago Alves       | Decisão (unânime)                         | UFC 130: Rampage vs. Hamill            | 28/05/2011 | 3     | 5:00  | Las Vegas, Nevada          |                                                  |
| Vitória | 12–3   | Johny Hendricks    | Decisão (unânime)                         | The Ultimate Fighter 12 Finale         | 04/12/2010 | 3     | 5:00  | Las Vegas, Nevada          |                                                  |
| Vitória | 11–3   | Dustin Hazelett    | Nocaute Técnico (socos)                   | UFC 117: Silva vs. Sonnen              | 07/08/2010 | 2     | 1:15  | Oakland, California        |                                                  |
| Vitória | 10–3   | Nick Osipczak      | Decisão (dividida)                        | UFC 112: Invincible                    | 10/04/2010 | 3     | 5:00  | Abu Dhabi                  |                                                  |
| Vitória | 9–3    | Jesse Lennox       | Decisão (dividida)                        | UFC Fight Night: Maynard vs. Diaz      | 11/01/2010 | 3     | 5:00  | Fairfax, Virginia          |                                                  |
| Vitória | 8–3    | Brian Foster       | Finalização (triângulo de braço)          | UFC 103: Franklin vs. Belfort          | 19/09/2009 | 2     | 1:09  | Dallas, Texas              | Luta da Noite. Finalização da Noite              |
| Derrota | 7–3    | John Hathaway      | Decisão (unânime)                         | UFC 99: The Comeback                   | 13/06/2009 | 3     | 5:00  | Cologne                    | Estreia no UFC.                                  |
| Vitória | 7–2    | Brandon Melendez   | Finalização (mata leão)                   | EWC: Vancouver                         | 06/09/2008 | 1     | 2:17  | Ridgefield, Washington     |                                                  |
| Vitória | 6–2    | Wesley Welch       | Nocaute (soco)                            | Carnage at the Creek 3                 | 22/08/2008 | 1     | N/A   | Shelton, Washington        |                                                  |
| Vitória | 5–2    | Jake Ellenberger   | Decisão (unânime)                         | SportFight 23                          | 20/06/2008 | 3     | 5:00  | Portland, Oregon           |                                                  |
| Vitória | 4–2    | Ryan Healy         | Decisão (unânime)                         | EWC: May Massacre                      | 10/05/2008 | 5     | 5:00  | Salem, Oregon              |                                                  |
| Vitória | 3–2    | James Dodge        | Finalização (mata leão)                   | EWC: Welterweight War                  | 23/02/2008 | 1     | 3:37  | Salem, Oregon              |                                                  |
| Vitória | 2–2    | Jake Paul          | Nocaute Técnico (socos)                   | EWC: Capital Invasion                  | 12/01/2008 | 2     | 1:03  | Salem, Oregon              |                                                  |
| Derrota | 1–2    | Nathan Coy         | Decisão (unânime)                         | SportFight 21: Seasons Beatings        | 22/12/2007 | 3     | 5:00  | Portland, Oregon           |                                                  |
| Vitória | 1–1    | Julio Paulino      | Decisão                                   | AFC 41: Thankful Throwdowns            | 15/11/2007 | 3     | 5:00  | Anchorage, Alasca          |                                                  |
| Derrota | 0–1    | Mario Miranda      | Decisão (unânime)                         | Conquest of the Cage                   | 06/11/2007 | 3     | 5:00  | Airway Heights, Washington |                                                  |